# Classe Padma

La classe Padma  est une classe de patrouilleurs construite et exploitée par la Marine bangladaise et la garde côtière du Bangladesh.

## Historique
Dans le cadre d'un plan de modernisation à long terme de ses forces armées, le gouvernement du Bangladesh a décidé de commander des navires à des entrepreneurs internes. La première étape a été de commander des navires de guerre pour la marine du Bangladesh au Khulna Shipyard (en) . Le chantier naval de Khulnâ a signé le contrat de construction avec la marine du Bangladesh le 2 mai 2010 et la Première ministre Sheikh Hasina a inauguré la construction le 5 mars 2011. Le navire de tête de cette classe, le BNS Padma a été lancé le 8 octobre 2012 et mis en service dans la marine du Bangladesh le 24 janvier 2013. Le deuxième bateau de patrouille de la classe, le BNS Surma, a été lancé le 23 janvier 2013 et mis en service dans la marine du Bangladesh le 29 août 2013. Les trois autres navires BNS Aparajeya, BNS Adamya et BNS Atandra ont été remis à la marine du Bangladesh le 15 décembre 2013. Ces trois navires ont été mis en service le 23 décembre 2013.
Le 17 juillet 2016, le chantier naval de Khulna a obtenu le contrat pour la construction de trois navires de patrouille pour la garde côtière du Bangladesh. Les navires ont été remis aux garde-côtes du Bangladesh le 20 juin 2019.
Le 20 mai 2019, la Direction générale des achats de la défense (DGDP) a commandé cinq autres unités de navires de cette classe pour la marine du Bangladesh. La pose de la quille des navires a été effectuée le 2 décembre 2019.

### Armement
Le premier lot de navires est équipé d'une paire de canons navals de 37 mm (Type 76 twin 37 mm naval gun (en)) et d'une autre paire de canon de 20 mm Oerlikon anti-aérien. Les ordres de la garde côtière et le deuxième lot de navires de la marine portent un canon automatique de 30 mm et une mitrailleuse lourde de 12,7 mm. Tous ces navires peuvent poser des mines et transporter des missiles portables surface-air.

## Unités
Marine bangladaise :
| Nom           | N° de série | Constructeur                        | Lancement       | Acquisition      | Mis en service |
| ------------- | ----------- | ----------------------------------- | --------------- | ---------------- | -------------- |
| BNS Padma     | P 312       | Chantier naval de Khulnâ Bangladesh | 8 octobre 2012  | 24 janvier 2013  | Actif          |
| BNS Surma     | P 313       | Chantier naval de Khulnâ Bangladesh | 13 janvier 2013 | 29 août 2013     | Actif          |
| BNS Aparajeya | P 261       | Chantier naval de Khulnâ Bangladesh |                 | 15 décembre 2013 | Actif          |
| BNS Adamya    | P 262       | Chantier naval de Khulnâ Bangladesh |                 | 15 décembre 2013 | Actif          |
| BNS Atandra   | P 263       | Chantier naval de Khulnâ Bangladesh |                 | 15 décembre 2013 | Actif          |

Garde côtière bangladaise :
| Nom                  | N° de série | Constructeur                        | Lancement   | Acquisition | Mis en service |
| -------------------- | ----------- | ----------------------------------- | ----------- | ----------- | -------------- |
| CGS Sonar Bangla     | P 204       | Chantier naval de Khulnâ Bangladesh | 23 mai 2018 |             | Actif          |
| CGS Aparajeya Bangla | P 205       | Chantier naval de Khulnâ Bangladesh | 5 août 2018 |             | Actif          |
| CGS Shadhin Bangla   | P 206       | Chantier naval de Khulnâ Bangladesh |             |             | Actif          |

## Galerie

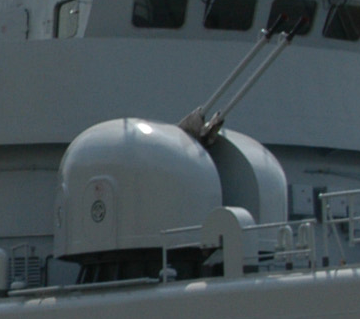
Canon de Type 76
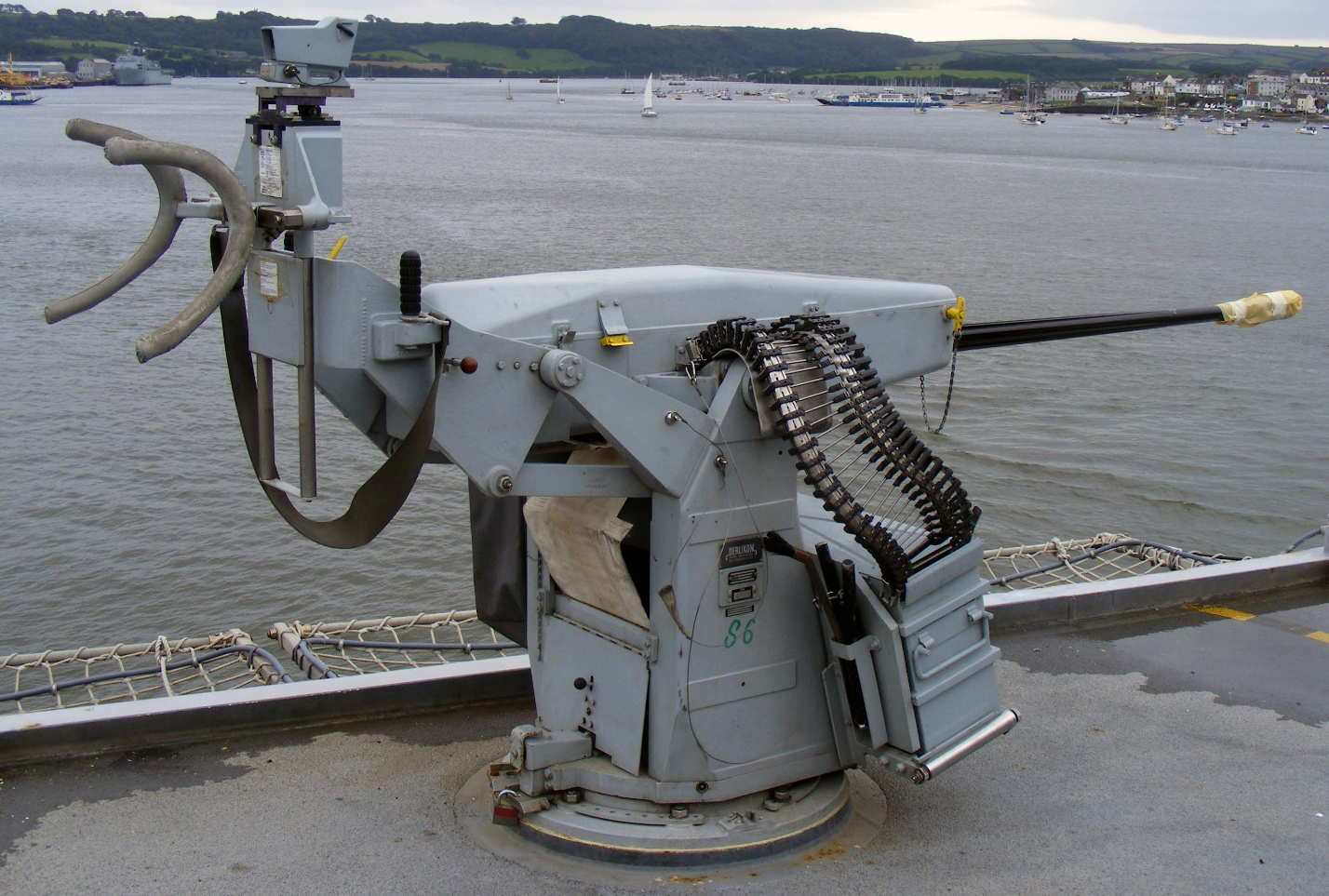
Canon Oerlikon de 20 mm